# Транспорт в Гайане

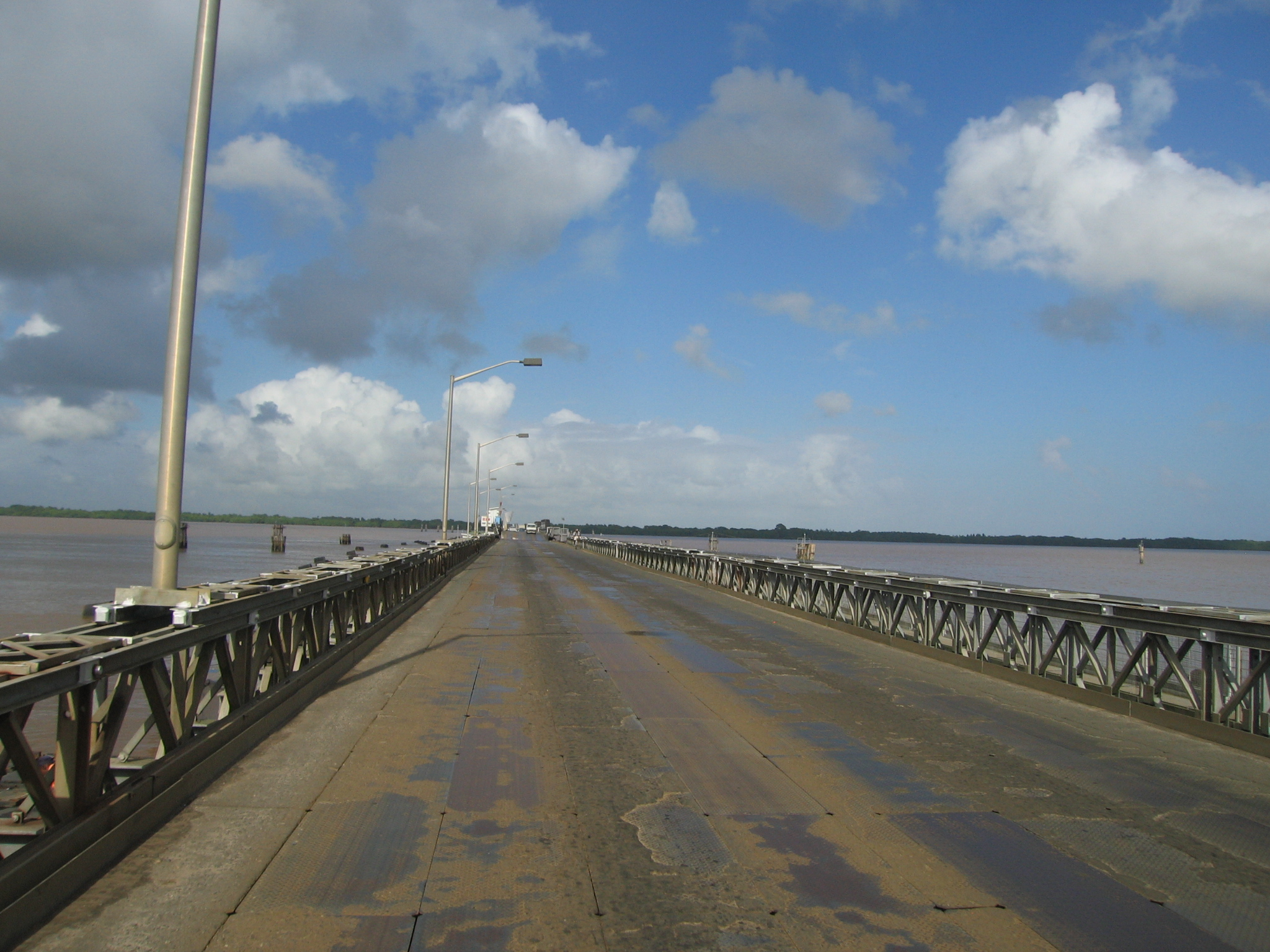
Наплавной мост через реку Демерара

Транспорт в Гайане — транспорт в республике Гайана включает в себя транспортную инфраструктуру: автомобильные и железные дороги, аэропорты и морские порты, а также транспортные средства и транспортные фирмы.
Освоенность территории страны транспортными артериями невысокая.
Основным видом транспорта в Гайане является автомобильный. Из 8 тысяч километров автодорог 590 км имеют асфальтовое покрытие. Движение в стране — левостороннее.
Длина железных дорог на 2005 год составляла 187 км, из них 139 км имели ширину колеи 1435 мм, а 48 км — 914 мм. Железнодорожная сеть страны была изолирована от соседних государств. В локомотивном парке — тепловозы. По состоянию на 2015 год, железные дороги больше не используются и медленно разрушаются.
Длина речных путей, используемых для судоходства 1000 км. В устье крупных рек располагаются порты, куда могут заходить океанские суда.
Важнейшие морские порты: Джорджтаун, Нью-Амстердам, Эвертон, Линден.
В стране 3 международных аэропорта и около 80 местных аэродромов. Авиакомпания Guyana Airways — национальный авиаперевозчик страны с 1973 по 2001 год, в 2001 году компания обанкротилась, её правопреемником была компания Guyana Air 2000, на и она обанкротилась в 2003 году. Другой национальный перевозчик Trans Guyana Airways базируется в аэропорту Ogle Airport города Джорджтаун. Также в стране работают авиакомпании Caribbean Air Systems, Roraima Airways, Travelspan, Travelspan Guyana, Universal Airlines.